# Liste des présidents de l'Assemblée populaire nationale et des chambres assimilées
Cet article dresse la liste des présidents de l'Assemblée populaire nationale et des chambres assimilées d'Algérie.

## Présidents de l'Assemblée nationale

### Légende
Partis politiques :
- FLN
- RND
- El-Bina
- Indépendant

Note : les tableaux ci-dessous montrent les dates de mandats des Présidents de l'Assemblée nationale.

### Assemblée nationale constituante
| Nom | Nom | Nom                              | Dates du mandat   | Dates du mandat   | Législature  | Parti politique |
| --- | --- | -------------------------------- | ----------------- | ----------------- | ------------ | --------------- |
| -   |     | Ferhat Abbas (1899-1985)         | 25 septembre 1962 | 15 août 1963      | Constituante | FLN             |
| -   |     | Hadj Mohamed Benalla (1923-2009) | 15 août 1963      | 20 septembre 1964 | Constituante | FLN             |

### Assemblée nationale
| Nom | Nom | Nom                              | Dates du mandat | Dates du mandat | Législature | Parti politique |
| --- | --- | -------------------------------- | --------------- | --------------- | ----------- | --------------- |
| -   |     | Hadj Mohamed Benalla (1923-2009) | 7 octobre 1964  | 19 juin 1965    | I           | FLN             |

### Assemblée populaire nationale
Reprise de la numérotation des législatures (contexte de la suspension de la constitution de 1963 puis de l'adoption de la constitution de 1976)
| Nom | Nom | Nom                                    | Dates du mandat  | Dates du mandat  | Législature  | Parti politique |
| --- | --- | -------------------------------------- | ---------------- | ---------------- | ------------ | --------------- |
| 1   |     | Rabah Bitat (1925-2000)                | 8 mars 1977      | 27 décembre 1978 | I            | FLN             |
| -   |     | Djelloul Malaika (intérim) (1928-2015) | 27 décembre 1978 | 9 février 1979   | I            | FLN             |
| -   |     | Rabah Bitat (1925-2000)                | 9 février 1979   | 10 octobre 1990  | I, II et III | FLN             |
| 2   |     | Abdelaziz Belkhadem (1945-)            | 10 octobre 1990  | 4 janvier 1992   | III          | FLN             |

### Conseil consultatif national
Les élections législatives de 1991 sont annulées entre les deux tours de scrutin le 11 janvier 1992.
Un Conseil consultatif national a été institué par le Haut Comité d'État le 14 janvier 1992.
| Nom | Nom | Nom                     | Dates du mandat | Dates du mandat | Parti politique |
| --- | --- | ----------------------- | --------------- | --------------- | --------------- |
| -   |     | Redha Malek (1931-2017) | 22 avril 1992   | 31 janvier 1994 | FLN             |

### Conseil national de transition
| Nom | Nom | Nom                             | Dates du mandat | Dates du mandat | Parti politique |
| --- | --- | ------------------------------- | --------------- | --------------- | --------------- |
| -   |     | Abdelkader Bensalah (1941-2021) | 18 mai 1994     | 31 janvier 1997 | FLN             |

### Assemblée populaire nationale
| Nom          | Nom | Nom                             | Dates du mandat | Dates du mandat | Législature | Parti politique |
| ------------ | --- | ------------------------------- | --------------- | --------------- | ----------- | --------------- |
| 3            |     | Abdelkader Bensalah (1941-2021) | 14 juin 1997    | 10 juin 2002    | IV          | RND             |
| 4            |     | Karim Younes (1948-)            | 10 juin 2002    | 3 juin 2004     | V           | FLN             |
| 5            |     | Amar Saadani (1950-)            | 23 juin 2004    | 30 mai 2007     | V           | FLN             |
| 6            |     | Abdelaziz Ziari (1945-)         | 30 mai 2007     | 26 mai 2012     | VI          | FLN             |
| 7            |     | Larbi Ould Khelifa (1938-)      | 26 mai 2012     | 23 mai 2017     | VII         | FLN             |
| 8            |     | Saïd Bouhadja (1938-2020)       | 23 mai 2017     | 24 octobre 2018 | VIII        | FLN             |
| 9            |     | Mouad Bouchareb (1971-)         | 24 octobre 2018 | 2 juillet 2019  | VIII        | FLN             |
| -            |     | Abderrazak Terbeche (intérim)   | 2 juillet 2019  | 10 juillet 2019 | VIII        | FLN             |
| 10           |     | Slimane Chenine (1965-)         | 10 juillet 2019 | 18 février 2021 | VIII        | El-Bina         |
| Poste vacant |     |                                 |                 |                 |             |                 |
| 11           |     | Ibrahim Boughali (1963-)        | 8 juillet 2021  | en fonction     | IX          | Indépendant     |